# لادا گرانتا
لادا گرانتا (روسی: Ла́да Гра́нта) یک خودرو در کلاس کامپکت کوچک است که توسطَ آوتوواز و با همکاری رنو بر اساس پلت‌فرم لادا کالینا ساخته شده است. فروش این خودرو در بازار روسیه در ۱ دسامبر ۲۰۱۱ آغاز شد.
در سپتامبر ۲۰۱۲ و پس از توقف تولید واز-۲۱۰۷ شرایط برای تولید این خودرو شهر در ایژوسک فراهم شد. تولید نسخهٔ ۵ در هاچ‌بک این خودرو به‌عنوان جانشین لادا سامارا ۲ نیز در سال ۲۰۱۴ آغاز شد.
لادا گرانتا در حد فاصل سال‌های ۲۰۱۳ تا ۲۰۱۵ پرفروش‌ترین خودروی بازار روسیه بود.

## بررسی
لادا گرانتا یک قدم دورتر از خودروهای کلاسیک کلاس آ، بی و سی و به سمت نیازهای جوانان روسی و خانواده‌های کوچک روسی است که خواهان طرح‌های سدان سوپرمینی هستند که پس از سال ۲۰۱۰ در روسیه محبوب‌تر شدند. علاوه بر این، گرانتا احتمالاً با بازار خودروهای خارجی در روسیه رقابت خواهد کرد، زیرا اکثر سوپرمینی‌های اروپایی صادر شده در آنجا هاچ‌بک هستند، بنابراین کوچکتر و در عین حال گران‌تر هستند.

### اختلال در تولید
پس از حمله ۲۰۲۲ روسیه به اوکراین، رنو به همکاری خود با لادا پایان داد و در نتیجهٔ آن، تولید لادا گرانتا مختل شد. هنگامی که تولید لادا گرانتا در ژوئن ۲۰۲۲ از سر گرفته شد امکانات زیادی از جمله کیسه هوا و ترمز ضد قفل از آن حذف شده بود. از ۲۳ اوت، لادا موفق شد بر برخی از پیامدهای تحریم‌های بین‌المللی غلبه کند و تولید لادا گرانتا مجهز به کیسه هوای راننده را از سر گرفت.

## نسل دوم
در سپتامبر ۲۰۲۲، رئیس شرکت ماکسیم سوکولوف اظهار داشت که لادا قصد دارد تا دو یا سه سال دیگر نسل جدید لادا گرانتا را بر اساس پلت فرم رنو عرضه کند که شامل یک کراس اوور جدید نیز می‌شود. لادا به دنبال تأمین کنندگان جدیدی برای قطعات یدکی و قطعات تولید شده در کشورهای «دوست» است. نسل دوم گرانتا بر روی پلت‌فرم مدولار سی‌ام‌اف-بی ساخته خواهد شد.

## ویژگی‌های فنی

### ایمنی

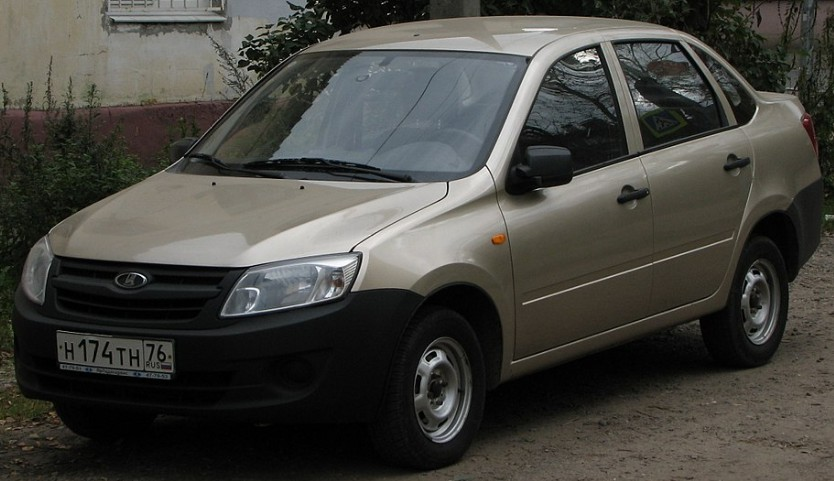
لادا گرانتا پیش از فیس‌لیفت

گرانتا توسط ARCAP در سال ۲۰۱۲ آزمایش شد و دو ستاره از چهار را به دست آورد. خودروی آزمایشی دارای کیسه هوای تاکاتا برای راننده بود، اما هیچ کیسه‌ای برای سرنشین نداشت. معیار آسیب سر برای راننده ۵۲۲ و برای مسافر ۸۸۰ بود.
گرانتا لوکس در آزمایش تصادفی که در سال ۲۰۱۵ توسط ARCAP انجام شد، سه ستاره از چهار و ۱۰٫۵ امتیاز از ۱۶ را به دست آورد. HIC برای راننده ۵۹۰ و برای مسافر ۴۲۸ بود، در حالی که فشردگی حفره سینه‌ای به ترتیب ۲۸ و ۲۵ میلی‌متر اندازه‌گیری شد. خودرو با دو کیسه هوا و پیش کشنده کمربند ایمنی آزمایش شد.

### تیپ‌بندی

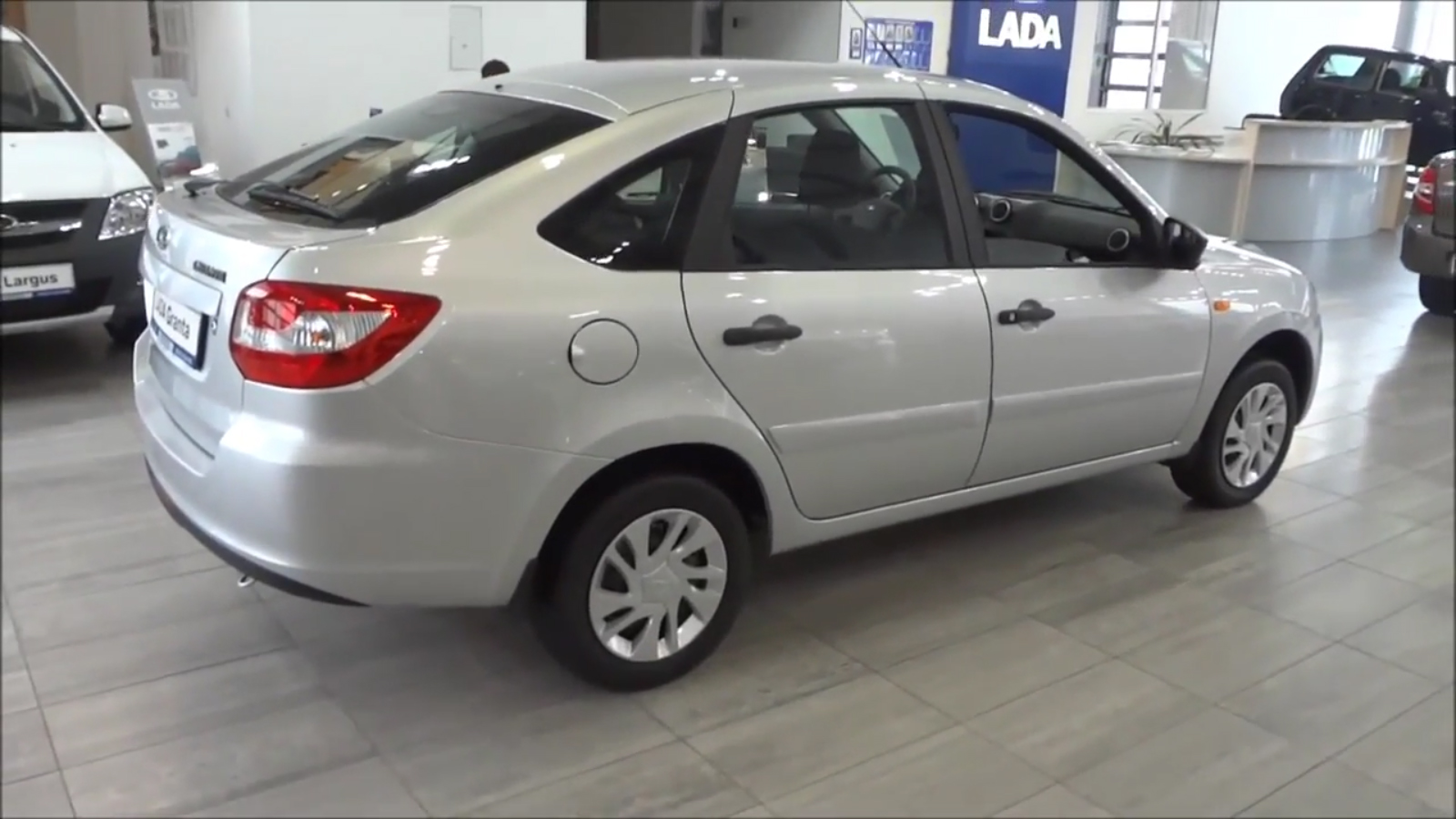
لادا گرانتا (لیفت‌بک)

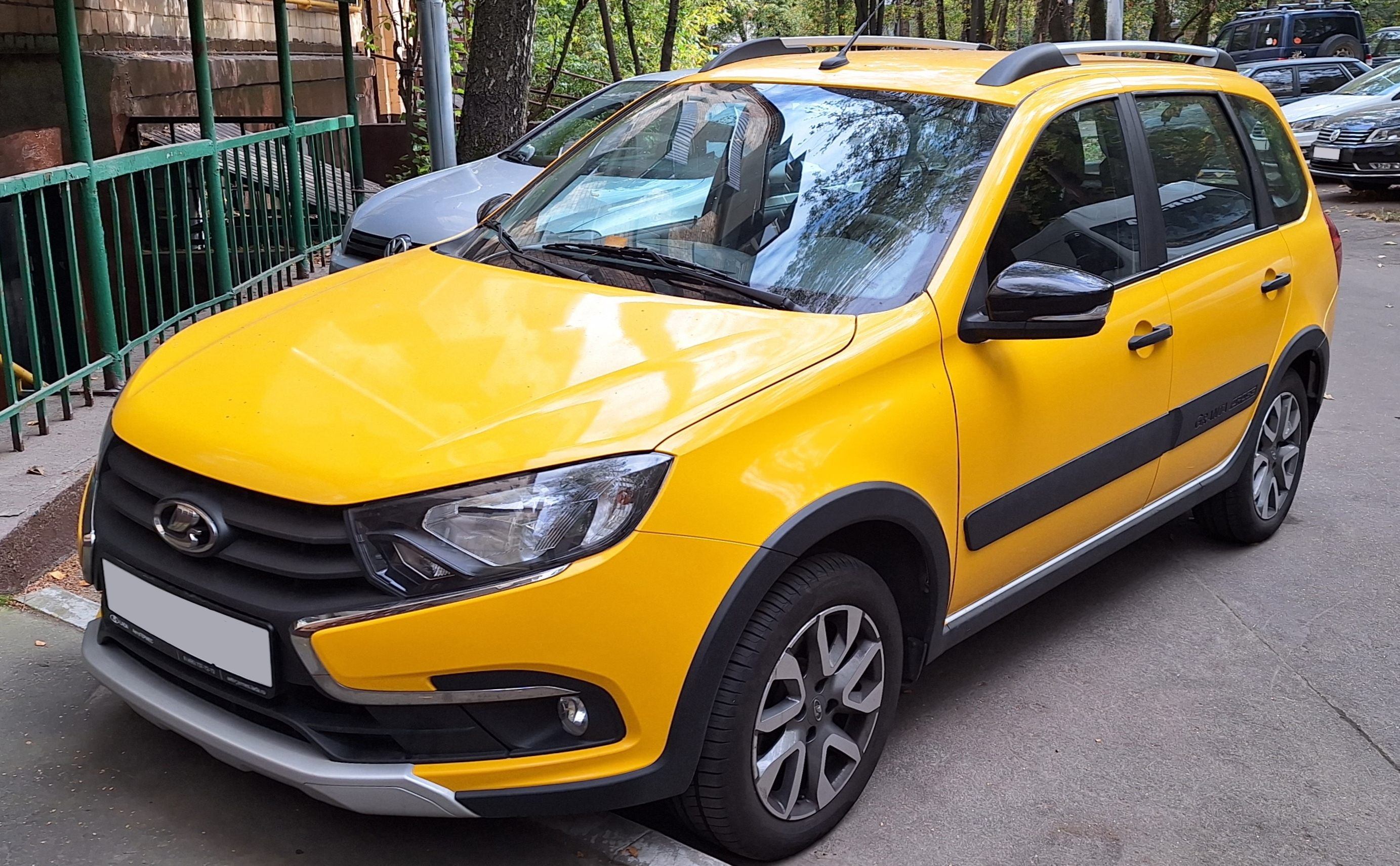
لادا گرانتا کراس

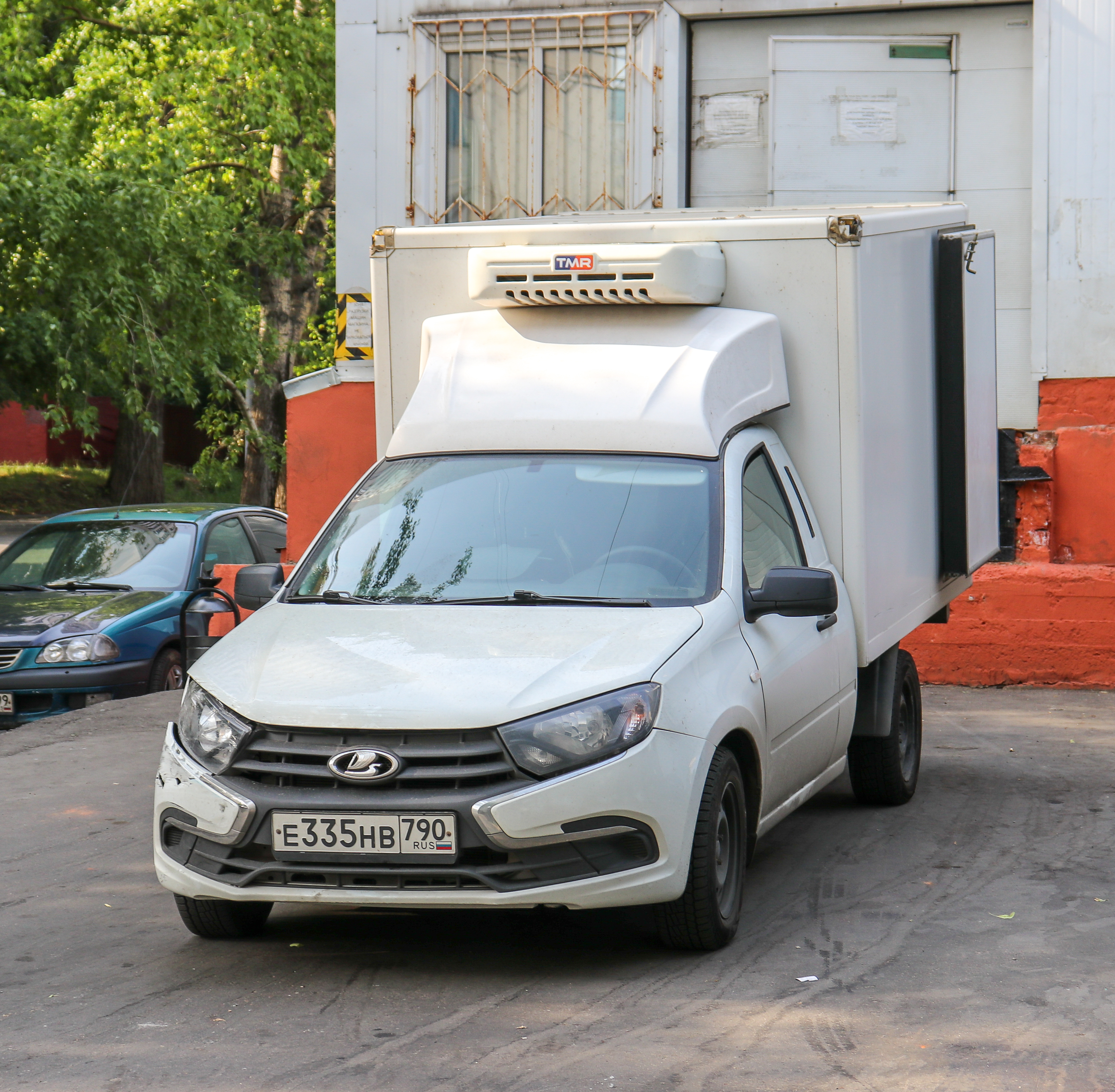
VIS-2349 (فیس‌لیفت)

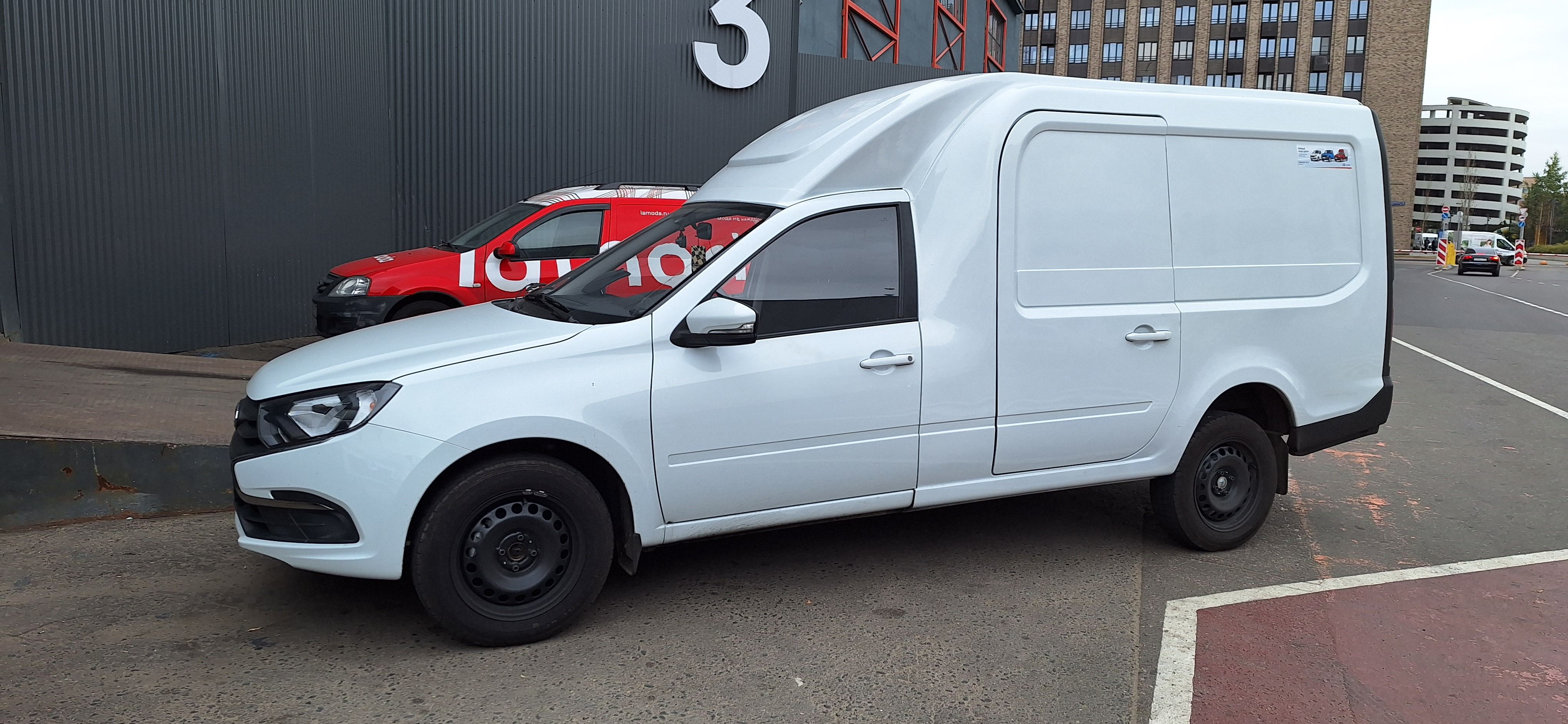
لادا گرانتا کوب

این خودرو در سه تیپ مختلف استاندارد، نرمال و لوکس عرضه شده است.
تیپ نرمال شامل فرمان برقی، شیشه‌های برقی جلو، قفل برقی درها، و کامپیوتر سفری است، در حالی که در تیپ لوکس کیسه هوای سرنشین، کیسه هوای جانبی، ترمز ضد قفل، کنترل پایداری الکترونیکی، شیشه‌های برقی عقب، تهویه مطبوع، آینه‌های گرم شونده، گرمکن صندلی‌های جلو و سیستم چند رسانه ای با صفحه نمایش لمسی ۷ اینچی نیز وجود دارد. لادا گرانتا در روسیه، بلاروس، اوکراین، ارمنستان، آذربایجان و مصر صادر شده و همچنین در اتحادیه اروپا، در جمهوری چک، اسلواکی، اتریش، مجارستان، فرانسه و آلمان در دسترس بوده است. صادرات به اتحادیه اروپا در اوایل سال ۲۰۲۲ با اعمال تحریم‌ها علیه روسیه پس از حمله روسیه به اوکراین متوقف شد. لادا گرانتا در سال ۲۰۱۸ فیس‌لیفت شد که چراغ‌های جلو، جلوپنجره و صندوق عقب را اصلاح کرد، که اکنون ویژگی‌های طراحی خود را با لادا وستا و لادا ایکس‌ری مشترک است.
در سپتامبر ۲۰۲۲، لادا پنج نسخه از گرانتا را ارائه می‌کرد: سدان، کراس، لیفت‌بک، درایو اکتیو و استیشن واگن. مدل استیشن واگن همچنین در دو نسخه ویژه کلاب و کراس کوئست عرضه می‌شود که نسخه دوم دارای سقف و ریل‌های مشکی رنگ‌شده، رینگ‌های آلیاژی به رنگ مشکی و نقره‌ای، تودوزی داخلی ویژه، توری محموله، شیشه جلوی گرم‌کن دار، دو کیسه هوا، قابلیت‌های چندرسانه‌ای، دوربین دید عقب، سنسورهای پارک و تهویه مطبوع می‌باشد.

## فراخوان
در مه ۲۰۱۳، آوتوواز برای حدود ۳۰ هزار لادا گرانتا و کالینای فروش‌رفته را به‌علت مشکلاتی در سیستم ترمز فراخوانی صادر کرد.